# George Washington De Long
Pour les articles homonymes, voir Long.
 (avril 2019).
Si vous disposez d'ouvrages ou d'articles de référence ou si vous connaissez des sites web de qualité traitant du thème abordé ici, merci de compléter l'article en donnant les références utiles à sa vérifiabilité et en les liant à la section « Notes et références ».
George Washington DeLong (22 août 1844 – 31 octobre 1881) est un officier de marine américain de l'US Navy et explorateur de l'Arctique.

## Biographie
Né à New York de parents d'origine française, il explore la baie de Baffin en 1873 à bord du navire à vapeur Petite Juniata.
En 1879, alors lieutenant, il reçoit le commandement de l'expédition Jeannette à bord du navire de la Marine américaine La Jeannette pour rechercher l'explorateur finnois Adolf Erik Nordenskiöld, découvrir le passage du Nord-Est et essayer d'atteindre le pôle.
Partie de San Francisco le 8 juillet 1879, l'expédition touche le comptoir de St Michel en Alaska, franchit le détroit de Bering puis atteint la baie Kolioutchine en Sibérie. La Jeannette poursuit sa route vers l'Ouest où elle est rapidement prise dans les glaces et dérive, pour être finalement broyée le 14 juin 1881 par 154° de longitude Est et 77°20 de latitude Nord. L'expédition entreprend alors, avec ses canots, une longue et douloureuse marche sur la banquise afin d'atteindre la terre ferme. Ce sera le delta marécageux de la Lena rejoint le 20 septembre. De Long mourra d'épuisement et de faim le 31 octobre avec quelques-uns de ses hommes.
La Cour d'enquête réunie à Washington en février-avril 1883 devait absoudre la mémoire de De Long pour la perte du navire et l'échec de l'expédition.

## Hommages
Les îles De Long au nord de la Sibérie orientale qu'il a découvertes portent son nom ainsi que les Monts Delong en Alaska. Deux navires de l'US Navy USS DeLong furent également nommées en son honneur.
Le fjord De Long au Groenland porte aussi son nom.